# Jacqueria
Jacqueria (1358), este mișcare socială de la numele pe care nobilii îl dădeau în batjocură țăranilor, Jacques cel Simplu, a izbucnit în Franța în condițiilor de muncă și de viață, datorate creșterii impozitelor, a sporirii obligațiilor de muncă, a jafurilor pe care le dedau soldații englezi. Din acest motiv, țăranii s-au răsculat și au construit o tabără întărită, având în frunte pe Guillaume Cale. Ei nu au izbutit însă să se alieze cu mișcările orășenești care izbucniseră în același timp (cea mai importantă fiind revolta locuitorilor Parisului, condusă de Étienne Marcel). În cele din urmă, nobilii l-au prins prin vicleșug pe Guillaume Cale și l-au ucis. Lipsiți de conducător, țăranii au fost înfrânți, circa 20.000 dintre ei fiind omorâți cu sălbăticie.